# 寺本純菜
寺本 純菜（てらもと すみな、1997年6月10日 - ）は、日本の女優。静岡県出身。スターダストプロモーションに所属していた。

## 出演

### テレビドラマ
- 歌姫（2007年、TBS） - 鈴（幼少） 役
- ロト6で3億2千万円当てた男（2008年、テレビ朝日）
- スマイル （2009年、TBS） - 里菜 役
- 娼婦と淑女 （2010年、東海テレビ/フジテレビ） - 山田藍子 役
- FACE MAKER 第6話（2010年、読売テレビ/日本テレビ） - 山科麗奈（幼少） 役
- 連続テレビ小説 おひさま 第7週 - 第11週（2011年、NHK）　- 石井ケイコ（幼少）　役
- 終戦ドラマスペシャル 犬の消えた日（2011年8月12日、日本テレビ） - 小川ハツエ 役
- 七人の敵がいる!〜ママたちのPTA奮闘記〜（2012年、東海テレビ） - 山田陽子（少女時代） 役

### 映画
- BALLAD 名もなき恋のうた（2009年）- 真一のガールフレンド 役
- NECK（2010年）- 杉奈（幼少）役

### CM
- コカ・コーラ「ミニッツメイド」
- セキスイハイム
- セコム
- ハウス食品「バーモント・夏カレー」
- 松下電器
- ミツカン「食酢」
- ユニー
- NTT西日本「フレッツ」
- 長府製作所
- 明治乳業「グルト!」

### その他
- 酒井法子「世界中の誰よりきっと」（曲PV）
- サンリオぽこあぽこシリーズ ハローキティのおやこでいっしょ! English（ビデオ）